# Monuments de l'Égypte antique
Les monuments de l'Égypte antique connus — temples, complexes funéraires, pyramides — sont présentés géographiquement.

## Basse-Égypte
- le temple solaire d'Abou Gorab
- Abou Rawash : 
  - Pyramide de Djédefrê
  - Pyramide numéro 1 de Lepsius
- Temple d'Osiris d'Abousir, l'ancienne Taposiris
- Abousir
  - Temple solaire d'Ouserkaf
  - Pyramide de Sahourê
  - Pyramide de Niouserrê
  - Pyramide de Néferirkarê
  - Pyramide de Néferefrê
  - Pyramide de Khentkaous II
  - Pyramide numéro 24 de Lepsius
  - Pyramide numéro 25 de Lepsius
  - Pyramide inachevée d'Abousir (Chepseskarê) (?)
  - Mastaba de Ptahchepsès
- Athribis
  - Pyramide d'Athribis
- Dahchour
  - Pyramide rhomboïdale (Snéfrou)
  - Pyramide rouge (Snéfrou)
  - Pyramide d'Amenemhat II
  - Pyramide de Sésostris III
  - Pyramide d'Amenemhat III
  - Pyramide numéro 50 de Lepsius
  - Pyramide d'Amény-Qémaou
  - Pyramide A de Dahchour sud
  - Pyramide B de Dahchour sud
  - Pyramide anonyme de Dahchour
  - Pyramide DAS 53
- Gizeh
  - Pyramide de Khéops et musée de la barque solaire
  - Pyramide de Khéphren
  - Pyramide de Mykérinos
  - Mastaba ou pyramide de Khentkaous Ire
  - Sphinx de Gizeh
- Hawara : Pyramide de Hawara (Amenemhat III)
- Temple de Rê à Héliopolis
- Licht
  - Pyramide d'Amenemhat Ier
  - Pyramide de Sésostris Ier
- Mazghouna
  - Pyramide sud de Mazghouna (Amenemhat IV)
  - Pyramide nord de Mazghouna (Néférousobek)
- Meïdoum
  - Pyramide de Meïdoum (Snéfrou)
  - Mastaba de Néfermaât
  - Mastaba de Rahotep et Néfret
- Memphis
  - Grand temple de Ptah
  - Temple d'Apis
  - Temple d'Hathor du Sycomore
  - Temple d'Astarté
  - Temple et palais de Mérenptah
  - Temple de Neith
  - Palais d'Apriès
- Pi-Ramsès
  - Temple d'Amon
  - Temple de Rê
  - Temple de Ptah
  - Palais de Séthi Ier et de Ramsès II
- Saïs
  - Grand temple de Neith
- Saqqarah
  - Complexe funéraire de Djéser
  - Pyramide de Téti
  - Pyramide de Khouit II
  - Pyramide d'Ipout Ire
  - Pyramide de Menkaouhor
  - Complexe funéraire de Sekhemkhet
  - Grande enceinte de Saqqarah
  - Tombeau memphite d'Horemheb
  - Pyramide d'Ouserkaf
  - Pyramide d'Ounas
  - Pyramide de Pépi Ier
  - Pyramide de Noubounet
  - Pyramide d'Inenek Inti
  - Pyramide d'Ânkhésenpépi II
  - Pyramide de Mérenrê Ier
  - Pyramide de Khendjer
  - Pyramide inachevée
  - Pyramide de Djedkarê Isési
  - Pyramide de Pépi II
  - Pyramide d'Ipout II
  - Pyramide de Neith
  - Pyramide d'Oudjebten
  - Pyramide d'Ânkhésenpépi III
  - Pyramide de Qakarê-Ibi
  - Pyramide SAK S3
  - Pyramide SAK S7
  - Mastaba de Chepseskaf (Mastaba Faraoun)
  - Mastaba de Kagemni
  - Mastaba de Mérérouka
  - Mastaba de Ptahhotep
  - Mastaba de Ti
  - Sérapéum
  - Anubéîon
  - Bubastéïon
- Tanis
  - Grand temple d'Amon-Rê
  - Temple de Mout
  - Temple d'Horus de Mesen
  - Temple d'Amon d'Ope
- Tell Basta
  - Grand temple de Bastet
  - Temple de Miysis
  - Temple de Pépi II
  - Palais d'Amenemhat III
- Tell el-Dabea
  - Temple de Seth
  - Palais-forteresse de Thoutmôsis III
- Zaouiet el-Aryan
  - Pyramide à tranches
  - grande excavation

## Moyenne-Égypte
- Pyramide de Seïlah
- Pyramide de Zaouiet el-Meïtin
- Pyramide de Sésostris II à Illahoun
- Dara
  - Pyramide de Khoui
- Tell el-Amarna
- Temple de Thot à Hermopolis
- Tombe de Pétosiris à Tounah el-Gebel
- Tombes de Beni Hassan

## Haute-Égypte
- Abydos
  - Temple d'Osiris
  - Nécropoles royales des Ire et IIe dynasties
  - Chapelle funéraire de Montouhotep II
  - Temple cénotaphe de Ramsès II
  - Temple cénotaphe de Séthi Ier et Osiréion
  - Temple cénotaphe de Sésostris III
  - Pyramide d'Ahmôsis (Ahmôsis Ier)
  - Chapelle cénotaphe de Tétishéri
  - Chapelle cénotaphe d'Ahmès-Néfertary
  - Pyramide de Sinki
- Assouan
  - Temple de Khnoum
  - Île de Philæ, Temples de Philæ
  - Les carrières de granit, l'obélisque inachevé
  - Pyramide d'Éléphantine
  - Les tombeaux des nomarques
  - Le monastère de Saint-Siméon
- Dendérah
  - Temple d'Hathor
  - Temple de la naissance d'Isis
- El Kab
  - Temple de Nekhbet
  - Temple de Thot
  - Mastaba de l'Ancien Empire
  - Nécropole du Moyen Empire
  - Nécropole du Nouvel Empire
- Edfou
  - Temple d'Horus
  - Pyramide d'Edfou
- Esna
  - Temple de Khnoum
- Gebel Silsileh
- Hiérakonpolis
  - Temple d'Horus
  - Pyramide d'Al-Koula
- Kalabchah
  - Temple de Mandoulis
- Kôm Ombo
  - Temple de Sobek et Haroëris
- Louxor
  - Temple de Louxor
  - Temple de Karnak
- Médamoud
- Nécropole thébaine
  - Vallée des Rois
  - Vallée des Reines
  - Vallée des Nobles
  - Deir el-Médineh
- Temples thébains
  - Temples de Deir el-Bahari
  - Temple de Médinet Habou
  - Ramesséum
  - Colosses de Memnon
  - Cheikh Abd el-Gournah
  - Temple de Gournah

## Nubie
- Abou Simbel
- Temple d'Amon à Amada
- Temple d'Amon à Ouadi-es-Seboua
- Temple de Ptah à Gerf Hussein
- Temple de Thot à Dakka
- Temple d'Amon (Debod) à Debod
- Dendur
- Temple de Rê à Derr
- Temple d'Isis et de Sarapis à Maharraqa
- Forteresses nubiennes
  - Forteresse de Bouhen
  - Forteresse de Mirgissa
  - Forteresse d'Aniba
  - Forteresse de Qouban
  - Forteresse de Semna ouest
  - Forteresse de Semna sud
  - Forteresse de Kouma
  - Forteresse de Ouronarti
  - Forteresse de Dobenarti
  - Forteresse de Dorginarti
  - Forteresse de Shalfak
  - Forteresse de Kor
  - Forteresse de Ikkour
- Saï
- Temple de Tiyi à Sedeinga
- Temple d'Amenhotep III à Soleb
- Le temple d'Amon de Napata et le Gebel Barkal
- Le temple d'Amon à Dangeil (Soudan)